# 魔力W.i.t.c.h.
《魔力W.i.t.c.h.》原作为意大利迪士尼公司所创作的一部漫画杂志系列。于2001年4月首次发行，当地的报纸与杂志把这部作品称为“女孩版的哈利·波特”，现已经在丹麦、西班牙、芬兰、波兰等十多个国家授权出版连载，但并没有英文版；如今这部作品经过了10年左右的长期连载，于2012年10月所发行的第139期宣布完结。
动画片系列将由德国动画公司“SIP Animation”来负责制作，台湾迪士尼已经公开播放了动画系列，译名为《精灵少女组》。2002年6月，中国大陆的童趣出版有限公司被授权出版了中文版的漫画杂志系列，同时也出版了故事集、原创小说以及漫画杂志系列的合订口袋书，现已全部停刊绝版；而动画系列在中国大陆的播放权也由于广电总局临时宣布禁播国外动画而一直没有审批通过。
2003年3月初，日本出版了2本同名的日本漫画风格式的《W.I.T.C.H.》，由日本漫画家饭田晴子负责编绘；卡通也在日本2007年8月份相继播出；随后也发行了忠实于漫画原作的小说系列。

## 内容介绍
万物诞生之初，有两个不同的世界被天网分隔开来，一个是充满无限光明与生机的广裹王国，一个则是充满神秘与黑暗的邪恶王国；无限宇宙的圣地中心坎德拉卡肩负着保卫天网的重任，坎德拉卡则选中5名历代传承的守护神去捍卫着这两个世界间的平衡。但是如今，分隔这两个世界的天网开始出现了裂缝，随即坎德拉卡则开始在地球上寻找能够拯救世界保卫天网的新一代守护神。
最终，坎德拉卡的圣人选中了来自于地球的五位少女，让她们来担当新一任的守护神，她们就是薇儿、爱玛、塔拉妮、柯妮丽娅以及海琳，她们是大自然的朋友，地球则是她们的母亲，她们掌控着能量、水、火、土和空气，这些自然元素则是她们的魔力。她们经受一次又一次的考验，最终以她们的友谊、团结与智慧一起粉碎邪恶势力的挑战。

## 人物介绍

### 魔力组合（W.I.T.C.H.）
坎德拉卡的新一代天网守护神。她们来自于地球。是历代史上唯一能接受古老元素力量而变身的守护神，薇儿则是她们的领袖。使用始祖元素魔力变身后，每人获得了新的魔法道具（套索、铃鼓、球、体操用缎带、扇子）。
薇儿·范多姆（Will Vandom）
薇儿是坎德卡之心的保护者，精靈守护者团队的领导人，能控制所有带有纯粹电流以及纯粹能量的东西。印象色是洋红色。
爱玛·莱尔（Irma Lair）
艾玛拥有控制水元素的能力，她不仅能够自如的操纵水而且还能巧妙的控制海洋。印象色是水蓝色。她是最善于交际于爱施展咒语的一个。她的个性直率、冲动又爱乐于助人。无论何时何地，她的幽默感都始终如一。她讨厌所有一切关于运动的项目，喜欢长期无所事事的沉醉在自己喜爱歌星的音乐当中。爱玛与其他魔力女孩一样就读于希瑟菲尔德的谢菲尔德学校，与塔拉妮、海琳同在二甲班。爱玛和当警察的爸爸，与做家庭主妇的继母还有弟弟一同居住在有花园的小别墅里。爱玛还养了个坏脾气的宠物乌龟，名叫“利非”。在这五个女孩当中与薇儿、海琳的关系最要好。她的个性经常会与柯妮丽娅的沉着严谨有磕碰。爱玛经常爱把欧路芭比喻成猫类动物，与欧路芭也会经常发生小冲突。
塔拉妮·库克（Taranee Cook）
塔拉妮拥有控制四大元素中攻击力最强的火元素的魔力，她能够从手中制造出旋转的火红烈焰。印象色是橘红色。塔拉妮和薇儿一样，也是才刚刚与家人一起搬到了希瑟菲尔德，转入了谢菲尔德学校的二甲班，与爱玛、海琳是同班同学。她在这几个女孩中性格是最文静、理智、爱思考也是最容易焦虑的。她最酷爱古典音乐和篮球，也喜欢摄影，她最爱拍摄昆虫之类的小动物，其实她是最怕这些小动物的。她的妈妈是名白种人法官，既严谨又苛刻。她的爸爸是名黑种人心理咨询师。还有位英俊潇洒的好脾气哥哥，乐于助人，热爱冲浪。塔拉妮外貌的主要特征是带着一副眼镜，由于晶心仙女礼物的影响，使原本近视的塔拉妮恢复了正常的视力，后来塔拉妮拒绝了这份恩惠，之后她带着一副平光镜片的眼镜。她的发型是用珠珠辫绳串成的辫子。
柯妮丽娅·黑尔（Cornelia Hale）
柯妮莉亚拥有控制土元素的能力，她可以随心所欲的移动山脉，使大地强烈震动，还可以使地面上的植物急速生长。故事后端，柯妮丽娅被赋予了治愈的力量与操控时间的力量。印象色是黄绿色。柯妮丽娅就读于谢菲尔德学校的三甲班，并且与薇儿同班。她与伊莲是最亲密的好朋友。她非常理智，但很少说话，只要一开口却字字珠玑。她具有批判性，讲求实际与逻辑性，但她的个性却比较固执。虽然她的外表冷静严厉，但内心却是亲切而温柔的。柯妮丽娅的理性性格与爱玛的幽默感简直就是两个不同的极端，这使她们俩的友情总是频繁冲突。柯妮丽娅非常喜爱大自然，因为大自然是理性的、富有规律的，而这种特质正式她所想要的。她身处于中上层的家庭中，和事业成功的父母与小妹妹莉莉安一起住在市中心里的一幢高级公寓里。柯妮丽娅平生最大的爱好就是滑冰，她曾获得过希瑟菲尔德艺术滑冰少年组的冠军。她对游泳这个项目简直一窍不通，她非常得怕水。当柯妮丽娅在与好友伊莲成为死敌时，她最希望的是能重新赢得与她的友情。
海琳（Hay Lin）
海琳拥有控制风元素的能力，她能够释放出强大而又剧烈的龙卷风和有毒的瓦斯。印象色是青色。林荷是希瑟菲尔德学院2甲班德学生，与爱玛、塔拉妮同在一班，即将一同升入3甲班。林荷天生性格活泼可爱，生活无忧无虑，是魔力组合5人组中年纪最小也是最乐观的。她很少与任何一个朋友吵过架，她总能表现出博爱、积极与乐观的一面。她既乐于助人而且还慷慨大方。绘画与时装设计及其服装制作是海琳唯一最大的兴趣，她所设计的时装全部都是由自己亲手制作的。她还有经常在手掌上作笔记的习惯。她最酷爱的东西是眼镜，特别是那种非主流式的奇怪眼镜，不仅如此，她还爱把鞋带当作比较突出个性的装饰而使用。林荷的父母在市中心经营着一家名为“银龙”的中式餐馆。虽然她父母并不要求她到餐馆里帮忙，可她总是主动到餐馆里照顾生意。最喜欢科幻类的东西，每当她想起自己喜欢的东西时，她便会把这种东西形容得具有太空感。林荷是东方女孩，柯妮丽娅称呼海琳的爸爸为“林爸爸”，所以海琳应该姓林。
欧路芭（Orube）
来自巴希利迪亚的一名女武士。由于塔拉妮与圣人间产生矛盾，塔拉妮决定暂时退出魔力组合，在圣人的命令下，欧露芭替补塔拉妮加入了薇儿等人，而欧露芭一意孤行与守护神们的相处极为不和，还经常与爱玛产生争执。圣人为了帮助欧露芭，让她前往地球去与守护神们一起过人类的生活。后来欧露芭在5名少女的帮助下渐渐地适应了人类的生活，并接受了守护神们，成为了一名真正的武士。欧露芭脾气暴躁，行为比较粗野，不过她也有温柔的一面，她擅长与动物交流，与动物相处十分融洽。在生活中结识了塞德里克，并发现塞德里克和他是同一类人，并与他产生了恋情。后来得知塞德里克的一切后，她开始监视着塞德里克的一举一动。故事最终塞德里克为了庇护欧露芭而被杀死，欧露芭伤心欲绝，为了离开这个令她伤心的地方，她决定返回自己的故乡巴希利迪亚。

### 坎德拉卡（Kandrakar）
位于宇宙中心的一个广裹王国，也是宇宙平衡的中心地。由最高统治者（天的代理人）圣人负责管理。自弗伯王子统治了乌有国後，宇宙则被分成两派，一面是光明的坎德拉卡，一面则是黑暗王国的乌有国。为了不受邪恶的侵犯，圣人设立了一道坚不可摧的天网，将正邪之间分离开来，而守护神的重任则是去保护天网不被邪恶力量所击破。
圣人（The Oracle）
又称为“奥拉克”。是坎德拉卡的最高统治者。外貌像一个光头僧人，拥有无穷的智慧与法力。他的左右手是坎德拉卡圣会长老的泰伯与嫣琳。他的为人与作风经常被守护神提出质疑，尤其是塔拉妮。故事中囚禁于坎德拉卡雾塔的弗伯王子化作雾塔守护神恩达诺的样子对圣人进行了一次审判，使得圣人失去统治坎德拉卡的权力，被流放到他的故乡巴希利迪亚国度；圣人在未统治坎德拉卡的时候，在巴希利迪亚是一位名叫希莫里什（Himerish）的武士。
泰伯（Tibor）
坎德拉卡圣会中的成员之一，外貌与圣诞老人极为相似。性格温和果断，是圣人身边的一位参谋者。
嫣琳（Yan Lin）
海琳的奶奶。故事开头，把坎德拉卡之心与乌有国的十二条密道图交给新任守护神后病逝，正式成为了坎德拉卡圣会中的成员之一。并且她年轻时是上一任的天网守护神，与同伴纳瑞莎结下了深厚的友谊，孙女海琳则是她的继承人。后来由于圣人的隐退，掌握坎德拉卡大权的重任最终落在了她肩上。动画版与原作漫画的差异较大，动画版中嫣琳并没有去世，而是继续在人间默默的协助着这5位新任守护神。
恩达诺（Endarno）
坎德拉卡的监狱—雾塔的守护神，也是圣人的好友。与圣人同样来自于巴希利迪亚，同时也是一位英勇的武士。在看守弗伯王子牢房时被弗伯所暗算，化作了他的摸样，便把恩达诺的灵魂转移到自己的躯体里。
露芭（Luba）
坎德拉卡化身球的守护者，外貌为一个长着山猫脸样的老女人。对圣人所选择的这些新任守护神极为不满。为了证明这5个小姑娘没有资格成为守护神而使化身球凝聚在了一起，使得守护神们的友谊与力量受到极大的扭曲。由于自己的这项计划而使得纳瑞莎的封印被打破，当化身球的5股魔力汇聚在一起时，那就是昔日被囚禁的守护神纳瑞莎的复活之日。后来露芭为了挽救克莱布与守护神与纳瑞莎展开较量，后被纳瑞莎击倒而亡。露芭曾经还是坎德拉卡风暴厅的武斗士，最优秀的弟子则是来自于巴希利迪亚的欧路芭。

### 谢菲尔德学校（Sheffield Institute）
是希瑟菲尔德最有名的一所中学校。一百年前这所学校建在一片南瓜地上，因此南瓜藤则是谢菲尔德中学校的校徽。现任校长则是尼克博克夫人。学校创始人则是谢伍德·谢菲尔德。
尼克博克夫人（Ms. Knickerbocker）
是一位身材矮胖，戴着一副眼镜的老太太。经常爱对学生发怒，也经常被其他学生所嘲弄。
迪恩·科林斯（Dean Collins）
谢菲尔德学校的历史教师。与薇儿的母亲苏珊再婚。
霍斯伯格（Mr. Horseberg）
谢菲尔德学校的数学教师。经常爱刁难学生。
奥尼尔
谢菲尔德学校的体育教师。火气较旺。
格兰帕姐妹（Bess Grumper）
谢菲尔德学校的一对双子姐妹，担任校园宣传委员与发行校报的职责。她们经常爱在校园内散播谣言，发起战争。被校内学生称之为“长舌妇”。
马特·奥尔森（Matt Olsen）
谢菲尔德学校的帅哥，同时也是卡米拉的深蓝乐队的成员之一。倾心于薇儿。在故事的发展中发现了薇儿的身份与坎德拉卡之心，并从薇儿的口中得知了她们所经历一切事情，与薇儿之间的关系走得更近。同时也为了薇儿，处心积虑的想保护她。故事后端，马特在剧中的重要性逐渐提升，成为了坎德拉卡的使者，为了使守护神接纳全新的力量，他在深夜中潜入守护神们的家中盗走了坎德拉卡之心与她们的魔力。动画版与原作的设定差异极大，马特被纳瑞莎变成了复仇骑士中的沙贡。
马丁·塔布斯（Martin Tubbs）
爱玛的青梅竹马。是一个戴着眼镜的幽默男孩，喜欢做一些爱玛喜欢的事，试图讨她的欢心。
彼得·库克（Peter Lancelot Cook）
塔拉妮的亲哥哥。爱好冲浪，热衷一切体育运动。倾心于柯妮丽娅，最终成为一对。
艾瑞克·林登（Eric Lyndon）
刚搬到希瑟菲尔德的一个大男孩。与海琳在大街上巧遇，便一见钟情。之后，与海琳展开一场悲欢离合的恋情。
尼格尔（Nigel Ashcroft）
原本是尤里安的狐朋狗友，后来为了塔拉妮而洗心革面，成为一个好学生。
乔尔·莱特（Joel Wright）
一个戴眼镜的金发大男孩。倾心于爱玛，最终成为一对。
尤里安（Uriah Dunn）
谢菲尔德学校的不良少年，经常违纪违规而受到停课处分。时不时爱搞一些恶作剧，捉弄魔力组合。
拉斐尔·席拉（Raphael Sylla）
谢菲尔德学校的临时电脑教师。是一个金发酷哥的外表。实际上他是一名特工，专门调查超自然现象神秘事件。自乌有国事件后，他们特工开始对伊莲的失踪进行调查，而薇儿等人也与此事逃不了干系。而拉斐尔·席拉在对薇儿等人秘密监控的过程中发现了她们身付神秘的自然力量……

### 主人公的家庭
薇儿原本是单亲家庭，与公司职员的妈妈一同居住，后来薇儿的妈妈与她的历史老师科林斯再婚。爱玛有个同父异母的弟弟，与身为警察的父亲与身为家庭主妇的继母一起生活。塔拉妮的妈妈是法官，父亲是心理咨询师，还有一个哥哥。柯妮丽娅的家境十分富裕，她与妹妹，妈妈以及银行行长的父亲一起生活在一个豪华公寓里。海琳家则在希瑟菲尔德市中心开了一个名叫“银龙”的中国餐馆。
苏珊·范多姆（Susan Vandom）
薇儿的母亲。是西摩尔公司的一名顾问。同时也是个坚强的女人，薇儿就是她从小带大的。后来与薇儿的历史老师科林斯展开恋情，并再婚后诞下一子。
托马斯·范多姆（Thomas Vandom）
薇儿的父亲。薇儿还小的时候就与苏珊离了婚，后来又意外的出现在了苏珊母女身边，为了能获得薇儿的监护权，对薇儿无微不至。从中还敲诈苏珊，并起诉她，要求她支付给他一大笔赎金后立即撤诉。后来由于卡德玛的介入而放弃了苏珊母女。
安娜·莱尔（Anna Lair）
爱玛的继母。通过几次争吵后，爱玛视她为生母并接受了她。
汤姆·莱尔（Tom Lair）
爱玛的父亲。是一名警察。爱玛8岁时妻子去世与安娜再婚。
克里斯托弗·莱尔（Christopher Lair）
爱玛的同父异母的弟弟。十分顽皮，喜爱搞一些恶作剧。
特瑞莎·库克（Theresa Cook）
塔拉妮与彼得的母亲。是一名白人法官。薇儿母亲与她父亲离婚的案子都是由她一手负责处理的。
雷尼尔·库克（Lionel Cook）
塔拉妮与彼得的父亲。是一名黑人心理医生。
彼得·库克（Peter Cook）
伊丽莎白·黑尔（Elizabeth Hale）
柯妮丽娅的母亲。喜爱种花种草。经常对柯妮丽娅提出苛刻的要求，非常向着莉莉安。
哈罗德·黑尔（Harold Hale）
柯妮丽娅的父亲，喜欢关注新闻，是希瑟菲尔德银行的行长。
莉莉安·黑尔（Lillian Hale）
柯妮丽娅的妹妹，是一个活泼调皮的小女孩，经常捉弄拿破仑。也喜爱干一些揭穿姐姐柯妮丽娅老底的损事。动画版中，莉莉安拥有地球之心，是继柯妮丽娅之後的下一任大地守护神。
拿破仑（Napoleon）
柯妮丽娅所饲养的一只小黑猫。是薇儿为了抚慰消沉的柯妮丽娅而送给她开心的小动物。名字是妹妹莉莉安取的。
William Collins
薇兒同母異父的弟弟，他在漫畫第80期出生，在第85期發現他天生懂魔法，一度被Takeshita公司綁架。
Chen Lin
海琳的父親，曾做過Joan家的僕人，因與Joan相戀而被Chou(海琳的外公)強烈反對。
Joan Lin(原姓Khan)
海琳的母親，曾在日本留學的香港裔千金，因與Chen結婚而私奔，在歐洲重新開始。
Chou Khan
海琳的外公，一度強迫海琳的父母離婚，最後卻因Chen的勸說和和海琳的綠故而放棄念頭。

### 乌有国（Metamoor）
坎德拉卡天网另一端的黑暗王国，由非法篡权者弗伯王子统治，便将大地的魔力强行汲取在麦丽甸（Meridian）的王城中。麦丽甸城堡外围被黑玫瑰所包围（为了禁止人民接近王城而下咒把他们全部变成了玫瑰），由弗伯王子的心腹“花语者”守卫。从此乌有国的人民过着饥寒交迫的日子。乌有国原本是一个母系社会，女权主义的国度，直到乌有国的合法继承人伊莲的回归，才使得乌有国重获生机，便将乌有国改名为“光明国”。光明之冠为镇国之宝。
伊莲·布朗（Elyon Brown）
梅瑞迪王国的公主，也是王国的合法继承人。掌控变形术与惊人的毁灭性魔力。因哥哥弗伯王子某图篡位从伊莲出生起就被2个护卫（卡通版是鲁道夫夫人）遣送往地球，过着普通人的生活，与未成为精灵少女组的5个女孩成为了朋友，而且从小就和柯妮丽娅在一起长大。赛德里克在地球发现了她的踪迹，便蛊惑伊莲，使她成为了精灵少女组的敌人，后来真相大白后与精灵少女组一起推翻了弗伯王子的残酷统治，正式成为了梅瑞迪王国的新任女王。动画版中，伊莲除了光明之冠外还拥有镇守麦丽甸的水晶护身符麦丽甸之心。
克莱布（Caleb）
又翻译为凯勒。是反叛军中一位勇敢的领袖，是精灵少女组的好朋友。为了保护梅瑞迪王国的合法女继承人能够顺利登上王位而奋战。最爱的人是柯妮丽娅。他原本是费伯的心腹花语者，但他比其它花语者更有思想与意志。在拯救伊莲的战乱中他被费伯变成了一朵花，后来柯妮丽娅为了挽救他，动用五股元素魔力汇聚在一起的土地之力使他重新变成了花语者，但在真爱的力量下最终克莱布恢复了人形（柯妮丽娅将聚集在体内的五股元素魔力注入在了克莱布的体内），所以克莱布体内拥有5位守护神的复制魔力。之后克莱布便一直留在坎德拉卡养伤。后来觉得与柯妮丽娅在一起很不现实，最终而选择了伊莲，成为她的护卫。
瓦泰克（Vathek）
曾经是塞德里克的一个手下，后来改邪归正成为了乌有国反叛军的成员之一，还是克莱布的得力助手。外形是一个长着蓝绿色皮肤的大块头。
弗伯王子（Prince Phobos）
梅瑞迪王国的合法女继承人—伊莲的亲哥哥，他对权利的欲望是永无至尽的。弗伯王子在伊莲没登王位之前一直统治着梅瑞迪王国，但他依然贪婪的想得到坎德卡之心和统治整个地球。弗伯被守护神与伊莲打垮后，与心腹塞德里克一同囚禁在了坎德拉卡的雾塔里，身心疲惫的弗伯后来发现自己内心中还存有一丝魔力，他寻找着机会使自己能够脱身。终于有一次，他利用移魂大法将恩达诺禁锢在了自己的躯体内，而自己则变成了恩达诺的模样对圣人进行质询与审判，并搜罗出种种证据将圣人成功的驱逐出了坎德拉卡。而自己也成功的登上了坎德拉卡的王座，试图对伊莲与守护神进行报复。他改造了坎德拉卡的一切，不但威逼薇儿交出坎德拉卡之心，还要利用守护神的手去乌有国夺取伊莲的光明之冠。后来他放出了塞德里克，让塞德里克前往地球去打垮守护神们。不知情的伊莲为了与坎德拉卡最高统治者谈判而被他关进了雾塔的牢房中。最终他的阴谋被嫣琳、从巴希利迪亚找回的圣人以及守护神们挫败，但他却无法忍受失败，更不愿意再次被囚禁，于是他纵身一跃，跳进了漫无边际的虚空之中，将永世在虚无与绝望中下坠。后来在时光沙漏的影响下，又再次出现在了身在地球的守护神们面前，最终还是被守护神们抓住把柄彻底击败。
塞德里克（Cedric）
皇家卫队中精英战士的总统帅。他尽一切努力阻止精灵少女组关闭帷幕（分割两个世界的天网）的裂缝，还有阻止她们拯救身在梅瑞迪王国的凯勒，实际上他是弗伯的一个走狗。他精通各种魔力，拥有变化成为人类与蛇形两种形态的能力。弗伯被守护神打败后，他被坎德拉卡剥夺了魔力，被流放到地球去做一个普通的凡人。在人间，他内心依然还恨着守护神夺走了他的一切。他在城里开了一家旧书店，并认识了欧露芭，渐渐地两人擦出了爱的火花。在一次偶然的机会，她在书店中发现了一本魔书，那本魔书引导他再度向守护神们进行复仇，他第一步就把薇儿的男友马特囚禁在魔书中，后来成为了守护神们监视的对象。最终在魔书中与守护神们对峙时，为了保护欧露芭而被魔书杀死。
布朗克（Blunk）
动画版中的一个原创角色。布朗克是一个在梅瑞迪王国里专吃老鼠的哥布林（地精），他可以敏锐的嗅出天网和世界间的裂痕所在地，并且还在这两个地方贩卖他从垃圾堆里拣来的小生物。是精灵少女组的好朋友，经常与同在梅瑞迪王国的凯勒在一起，可以说是一对难兄难弟了。
鲁道夫夫人（Ms. Rudolph）
伊莲的保护者之一。她来自于乌有国，在人间以谢菲尔德学校的一名教师的身份对伊莲进行监护，她的原形是一个怪物。伊莲成为女王后，她将自己的房产留给了守护神们，后来她的房子由欧露芭以鲁道夫夫人侄女的身份在其居住。

### C.H.Y.K.N.
坎德拉卡上一辈的古老守护神。以纳瑞莎为首，是一个一同出生入死的出色团队。直至纳瑞莎的背叛，而使这个出色的团队彻底瓦解。纳瑞莎被囚禁在泰诺斯山深处，卡西迪则被纳瑞莎杀死，卡德玛与荷丽诺被逐出坎德拉卡，嫣琳则成为坎德拉卡圣会中的一员。在动画版中，纳瑞莎借助伊莲的麦丽甸之心（Heart of Meridian）的力量再度复兴了这个组合，并对其进行洗脑，与薇儿等人进行较量。
纳瑞莎（Nerissa）
操控着复仇骑士团的一个老魔女（后来借助麦丽甸之心的力量恢复了青春）。实际上她是上一任守护神们的领导者，为坎德拉卡之心的守护神。她象征着坎德拉卡最黑暗的岁月。她曾经是个音乐家，并与海琳的奶奶嫣琳结下了深厚的友谊。后来为了追求更高的权力与更强的力量，她无耻地偷走了坎德拉卡之心，后来她被坎德拉卡之心强大的魔力引入了永远也无法回头的歧途。纳瑞莎的阴谋被圣人发觉后，知道纳瑞莎从此不能再担当坎德拉卡之心的守护神，并将坎德拉卡之心交由卡西迪守护，纳瑞莎妒火中烧，把卡西迪引入圈套，并杀害了她。后来纳瑞莎遭受到坎德拉卡的审判，被判决永远囚禁在泰诺斯山深处，剥夺其魔力，并禁止一切外界援助与交往；她被封印在一座石墓中，要她永生反思自己的罪过。她的判决有一个期限，只要5种魔力汇聚在一起时，纳瑞莎便能重新获得自由。
由于露芭的错误，使得纳瑞莎再度复活，并对坎德拉卡与新任守护神进行伺机报复。纳瑞莎性格狡猾刻薄且铁石心肠。她抓住了五种元素魔力聚集于一体的克莱布，并汲取了他身上所有的力量，使自己恢复了青春的容貌，以克莱布为人质准备引守护神们上钩，后来克莱布被露芭所救，纳瑞莎见势不妙杀死了露芭。从此，纳瑞莎使用一种魔乐“纳瑞莎的颤音”侵入到守护神们的梦中，试图在梦中打败守护神们，可屡试屡败。纳瑞莎使用计策，变作马特的摸样，骗得了薇儿的坎德拉卡之心，带着复仇骑士们成功的进入了坎德拉卡的地域里，并试图用坎德拉卡之心的邪恶力量摧毁坎德拉卡城堡，最终由于坎德拉卡之心选择了薇儿，而使得守护神们更有力地消灭了纳瑞莎与她的复仇骑士们。
卡西迪（Cassidy）
上一任的守护神。拥有操控水的魔力。是一个性格温顺的红发女孩。是这5位守护神当中最年轻的一位。由于圣人将坎德拉卡之心判给她保管而被纳瑞莎杀死。接受了坎德拉卡之心后，她预感自己即将遭遇不测，而将一个笔记本托付给了荷丽诺，让荷丽诺在今后将这本笔记本交予下一任守护神之手。薇儿等人在与纳瑞莎的手下进行较量时，薇儿通过天文望远镜看到了一颗闪亮的明星，随即薇儿见到了卡西迪，卡西迪抚慰失去坎德拉卡之心的薇儿，便将自己的力量化作了一颗能与坎德拉卡之心力量相抗衡的卡西迪之心交给薇儿，因为薇儿就诞生在她的幸运星之下，而且这也是唯一一次也是最后一次与薇儿相见。
荷丽诺（Halinor）
上一任的守护神。拥有操控火的魔力。一个长着代卷的金色长发的女性。卡西迪死后，与卡德玛一同提出申诉，对圣人的权威提出了质疑与控告；她们知道圣人明明知道纳瑞莎会对卡西迪下毒手，还依然把坎德拉卡之心交给了卡西迪，导致了这场悲剧。由于她们的指控与不服，当她们结束了身为守护神的使命后，圣会将她们逐出了坎德拉卡，从此荷丽诺与卡德玛在人间过着普通人的生活，直至去世。在动画版中，荷丽诺依然成为了坎德拉卡圣会的成员之一，顶替着漫画原作中嫣琳的一角。
嫣琳（Yan Lin）
一部分介绍参见坎德拉卡。
上一任的守护神。拥有操控空气的魔力。一个来自中国的短发少女。卡西迪死后，成为了坎德拉卡之心的保护者。故事开头，嫣琳为了完成最后的使命，把坎德拉卡之心与十二密道图托付于薇儿与海琳后病逝，正式加入了坎德拉卡圣会。嫣琳并没有像荷丽诺与卡德玛那样被坎德拉卡所放逐，因为她本身就不同意对圣人的抉择提出质疑，因此她被称为“最敬爱的嫣琳”。
卡德玛（Kadma）
上一任的守护神。拥有操控大地的魔力。是一个性格极为强烈的长马尾黑发女性。结局与荷丽诺一样被坎德拉卡放逐，在人间与荷丽诺创办了一个叫做“冉冉之星基金会”的慈善机构，为了收容无家可归的儿童而创办，而这一切都是为了监视薇儿从小到大的一切动向，她们知道薇儿今后会成为坎德拉卡最出色的守护神而对她进行暗中帮助，荷丽诺曾经就是薇儿的保护人。荷丽诺死后，将卡西迪托付给她的笔记本交给卡德玛，由卡德玛来负责交给薇儿，那笔记本中记述的文字能破解薇儿与卡西迪之间的联系。
纳瑞莎入侵坎德拉卡后，卡德玛那永生不灭的魔法天赋（园艺才能）暂时消失了。卡德玛失去最后一丝魔力后，她觉察到坎德拉卡已不复存在，实际这一切都是纳瑞莎的诡计。
卡德玛非常富有，为了帮助薇儿解决她父亲的敲诈，而给了薇儿的父亲托马斯一大笔金钱让他再也不要去骚扰薇儿母女俩。同时她还养了一只叫“奇皮”的小乌鸦。

### 复仇骑士（Knights of Revenge）
霍尔（Khor）
纳瑞莎将一只名叫米斯卡的猎狗变成的毁灭者，在四名复仇骑士中打头阵。动画版中则是利用小睡鼠变成的怪物。
特里达（Tridart）
纳瑞莎利用自己“绝望”的力量而使冰变成的怪物。手持一把冰斧头。
安贝尔（Ember）
纳瑞莎利用自己“痛苦”的力量而使岩浆变成的女性怪物。手持一把长柄斧头。
沙贡（Shagon）
纳瑞莎利用自己破坏力的情感“仇恨”的力量而使人类变成的怪物。动画版中则是利用马特变成的怪物，眼睛可以放出强烈的黄绿色光束，背后还有一对黑色的羽翼。

### 阿克汗塔（Arkhanta）
约阿（Yua）
深居于阿克汗塔沼泽中的一个邪恶水妖。谁能够成功抓住她她就能满足那个人的任何愿望。故事中她被阿黎抓住，阿黎要求她治好他儿子的病，约阿以法力有限的理由拒绝了阿黎，从此阿黎便让她永远的效忠于他，为他实现任何事物。最终她被守护神们释放，便抓走了阿黎的儿子玛奇，在与守护神的对峙中不慎将玛奇重重摔死在地上。后来约阿懊悔不已，放弃对阿黎的复仇。
水妖是一种邪恶阴险的生物，喜爱玩猫捉老鼠的游戏。一旦水妖被人捉住，只有她的主人才能使她重获自由。
阿黎（Ari）
阿克汗塔的王。曾经是一名农夫，妻子在生下玛奇后就去世了，而他的儿子也患上了不治之症。为了治好儿子的绝症，他冒险前往沼泽捉到了水妖约阿，他要求水妖能治好他儿子的病，然后水妖的回答令他非常失望，他一怒之下要求水妖永远为他服务，他利用约阿成就了他的财富与地位，让玛奇在优越的环境中茁壮成长，可这一切都是徒劳。后来他向坎德拉卡最高统治者求助，可圣人依然毫不理会，阿黎一怒之下决心要向坎德拉卡进行报复。
玛奇（Maqui）
阿黎的爱子。自幼患上了自闭症。故事最终摔死在沼泽地上，后来守护神们为了挽救他的性命，将自身体内所流动的晶心仙女的礼物输送给玛奇，玛奇不但复活了也会开口叫爸爸了。后来约阿见状后愧不已，感慨的消失在沼泽地中，而阿黎也与坎德拉卡和解，使阿克汗塔成为坎德拉卡的联盟国之一。

### 其他人物
小微（We）
从巴希利迪亚跟随圣人来到坎德拉卡的一个可爱小动物。圣人将它赐给了欧路芭，让它跟随欧路芭前往地球和她一起作伴。由于欧路芭对它过敏，所以一直由魔力组合替她饲养。性格十分顽皮，在关键时刻还是能够帮上守护神们的忙。
乔纳森·路德摩尔（Jonathan Ludmoore）
传说中的魔导士。可实际上确有其人，他来自于乌有国的麦丽甸，是弗伯王子的一个仆人。弗伯命令他，让他潜入凡间，削弱隔开地球与乌有国的天网。乌有国的十二条密道都是由他打开，后来使命完成后，便一直留在了希瑟菲尔德。因为他要在人间执行一件神秘莫测的事。他创造了一本汇聚四大元素和能量核心的魔书，试图夺取坎德拉卡之心。由于自身无法控制元素力量，而使得自身被元素秘籍所囚禁，为了能够脱身，他与塞德里克联合将马特也禁闭在元素秘籍内，随后利用塞德里克诱骗守护神们寻找元素灵符来增强自己的力量。
泰科拉·伊布森（Tecla Ibsen）
一个不想变老的老女人。因此她召唤出拉格朗去夺取人类的青春使自己保持年轻的状态。
卡尔·伊布森（Karl Ibsen）
泰科拉的丈夫。
爱德华·福克纳（Edward Folkner）
暗夜母后（Dark Mother）
居住在深深地下洞穴的女树妖。曾经是大地的一个精灵女神，后来突然变得邪恶而被水元素、火元素、与风元素打败。

## 用语一览
坎德拉卡守护神（Guardians of Kandrakar）
坎德拉卡的守护者，由5名少女组成。并掌控有四大元素的魔力。使用坎德拉卡之心变身后，外形将会受到改变，由邋遢的小女孩变成16-18岁的样子，魔力也会得到大幅强化。身后还会长出一对精灵的翅膀，但只是装饰不能用来飞行（动画版中则是为了飞行而存在），在接受了始祖元素魔力变身后，翅膀不但能变大变小，而且还能用来自由飞行，服装也能随情况而产生变化。
坎德拉卡之心（Heart of Kandrakar）
坎德拉卡历代守护神所传承的宝物。是晶心仙女的力量与灵魂，也是晶心仙女留给后人的一颗水晶护身符。其中蕴含着四大元素以及四大元素能量核心的力量，是一个全能的具有灵性的法宝。它指引着守护神们克服各种困难。当然它也是个危险的道具，纳瑞莎曾使坎德拉卡之心破裂，坎德拉卡之心的裂缝中会渗出黑色的液体吞噬一切，后来破碎的坎德拉卡之心与卡西迪之心融合而恢复了原状。坎德拉卡之心与它的主人有一种难解难分的因缘，这宝物只能给予与接受，任何使用非法手段强行夺取它的人，将会被坎德拉卡之心所毁灭。坎德拉卡之心中潜藏着晶心仙女的一种特殊魔力，它会在所有的守护神之间不断地流动，当晶心仙女唤醒了四大元素的力量时，她不仅向守护神们注入了四条神龙的力量，同时也赋予了她们再生的魔力；因为守护神们会不停地从一种状态变身为另一种状态时消耗掉大量体力，而晶心仙女的这种特殊力量可以是守护神们保持身心平衡（如变身解除后不会感到身心疲惫，或视力恢复、体能修复等），每次守护神们触及到坎德拉卡之心的力量时，守护神们的魔力会受到大幅度的影响。在守护神获得始祖元素魔力后，就再没有使用坎德拉卡之心，最后圣人将坎德拉卡之心交由嫣琳保管。
天网（Veil）
分割正邪的一道屏障。由守护神们负责守卫。由于伊莲的背叛，柯妮丽娅独自前往乌有国找伊莲解开心结，寻回友谊。伊莲在与柯妮丽娅联手对抗塞德里克的军队时，释放出毁灭性的魔力将牢固的天网给震裂了。伊莲成为女王后，圣人收回了天网，而之后的守护神们则成为了维护宇宙和谐的一个工具。
十二密道图（Map of the Twelve Portals）
刻有地球通往乌有国的密道的一张地图。只要守护神们身处于接近密道的位置，地图上就会发光，指示密道的具体位置。
光明之冠（the Crown of Light）
凝聚着麦丽甸光明之力的王冠。弗伯曾经在光明之冠上下咒只要伊莲带上王冠，王冠就会吸光伊莲的所有力量，只要弗伯带上王冠，他将变得所向无敌。后来守护神将自身的力量一一注入王冠而破除了弗伯施下的邪恶魔咒。由此可见，光明之冠是存储强大力量的一个疏导器。
弗伯的纹章（Seal of Phobos）
伊莲家族的一个印记。是打开通往乌有国所有密道的钥匙。由于薇儿利用坎德拉卡之心吸取了一枚纹章，坎德拉卡之心则也具备了纹章的力量。
花语者（Personaggio）
费伯的心腹，也相当于侍从。居住在麦丽甸的花语者之园中，外表类似于绿色植物型的生物。
终结者卫队
费伯的叛乱卫队。费伯利用他们阻止守护神们的救援行动。
幻影精灵（Astral Drop）
5位守护神在人间留下的复制人。每当她们前往坎德拉卡执行任务时，她们必须得留下自己的替身。后来这些幻影精灵给薇儿她们在人间造成了巨大的麻烦，她们更有思想，她们更向往自由，从而导致了她们的反叛。
化身球（Aurameres）
坎德拉卡预言殿中在无形力量重重保护下的五个魔力元素团，这些元素团的形态上象征着每个守护神的力量。露芭的任务就是对它们进行观察和报告。粉红色的元素团代表着薇儿的魔力，它来自于晶心仙女的法力。蓝色的元素团代表着爱玛的魔力，是长龙的化身。橘红色的元素团代表着塔拉妮的魔力，是珍珠龙的化身。黄绿色的元素团代表着柯妮丽娅的魔力，是黄龙的化身。银色的元素团代表着海琳的魔力，是黑龙的化身。当化身球一个个缩小时，意味着守护神的魔力处于微弱状态。剧中，露芭为了证明这些凡人不够资格成为守护神，而把除柯妮丽娅以外的四个化身球汇聚在一起，而使得这四种魔力汇聚在柯妮丽娅一人体内并与土地之力融为一体，露芭这意外的举动造成了守护神们的魔力异常，并纵使被监禁的邪恶守护神纳瑞莎的复活。
幻影移形（Teletrans Portation）
幻影移形是魔力组合常用的一种简单法术。只要将两个食指相对，心想着想要到达的地方，就可以马上进行瞬间转移。在漫画第60期中，这种法术又起到了新的作用，守护神可以用它来进行魔力交换。
纳瑞莎之印（the Mark of Nerissa）
象征着古老邪恶守护神的标志。外观像一个分裂了的坎德拉卡之心的形状。纳瑞莎的忠实奴仆身上都被刻有这个邪恶的印记。
纳瑞莎的颤音（Nerissas Troll）
纳瑞莎曾经是名音乐家，她打趣的将她所创作的这首小调称为“纳瑞莎的颤音”。后来这小曲成为了纳瑞莎养精蓄锐的魔乐。守护神经常会在梦中（特别是海林）听到这首曲调，意味着纳瑞莎阴魂未散。
水晶蝴蝶（Crystal Butterfly）
假恩达诺投放到守护神身边的一只水晶蝴蝶。这只水晶蝴蝶抹消了柯妮丽娅在现实世界中的存在，除了守护神外，她的亲人朋友都不认识她是谁。
时光沙漏（Breath of Time）
一颗沙漏型的吊坠。是假恩达诺赋予柯妮丽娅的操控时间的魔力。为了能使守护神们尽快完成夺取光明之冠的任务，他要求柯妮丽娅在她们执行任务时，利用时光沙漏将地球的时间处于停顿状态。后来由于假恩达诺的影响，时光沙漏失灵了，返回到现实世界中的守护神们陷入了危机……
神灵密室（the Chamber of Spirits）
是坎德拉卡专门存放世间所有法宝的一个密室。密室内的宝物大多均是复制品，被销毁或遗失的宝物都会在这个密室中再次重生。里面的法宝在没有赐予他人之前任何人都是拿不动的，而且实物还不能和复制品相遇。
元素秘籍（Book of Elements）
路德摩尔所创作出的一本魔法书。其中蕴含着四大元素与它们能量核心的力量，只要在书壳上填充坎德拉卡之心与四块魔力石（元素之灵），就是开启这本魔法书的关键钥匙。
元素之灵（Scattered Elemental Stones）
分别蕴藏着四大元素（水、火、土、风）的魔石。每个都有它的元素护灵所守护。
水之灵符所在处：美人鱼岛（谜语：流动的深渊中泛起光芒，照亮了女巫的声音。）
火之灵符所在处：暖流温泉度假村（谜语：它在大地深处搏动，用滚烫而尖利的獠牙等待你们。）
土之灵符所在处：深山的地底（谜语：穿过岩石冰冷的手指，它们滑入黑暗。）
风之灵符所在处：希瑟菲尔德上空的云层中（谜语：一个令梦中人无法起飞的不眠国度。）
变形纸牌（the Trans Figuring Cards）
能够暗示未来与元素変化的魔牌。
拉格朗（Ragorlang）
类似于呐喊的一种怪物，吸取人的意志、青春以及声音。
捕获盒（Ragorlang box）
能够捕获拉格朗的魔盒。
始祖元素魔力（Admire the Powers of the Elements）
隐藏于坎德拉卡魔力阁的五股强大而又纯粹的原始元素力量，也是坎德拉卡最后的力量屏障。这些力量被圣人放出后，寄宿在纯洁的心灵中，保护坎德拉卡圣地不受邪恶力量所侵犯。5位守护神得到了这5种力量后魔力大幅提升，后来再没有依靠过坎德拉卡之心的任何力量。

## 书籍一览

### 漫画杂志
中国大陆于2002年首期发行，随之还出版了单行本杂志的合订本、精选集以及口袋书，最后童趣出版有限公司终止了中文版制作权，现处于无期限停刊、绝版状态。
- 《魔力W.i.t.c.h.》漫画杂志集 (每月15日出版，中文版现已停刊，原版连载至139期完结全部内容)

1. 万圣节之夜 ISBN 7115101426
2. 12条密道 ISBN 7115104069
3. 黑暗空间 ISBN 7115105030
4. 营救塔拉妮 ISBN 7115105685
5. 最后一滴眼泪 ISBN
6. 伪装与背叛 ISBN
7. 相会有期 ISBN
8. 麦丽甸的黑玫瑰 ISBN 7115111006
9. 四条神龙的传说 ISBN 7115111014
10. 乌有国之光 ISBN 7115111022
11. 加冕之夜 ISBN 7115113912
12. 圆梦坎德拉卡 ISBN 7115113963
13. 分裂与动摇 ISBN 7115114102
14. 化身球降临 ISBN 7115114285
15. 起死回生 ISBN 7115115842
16. 危险假期 ISBN 7115115982
17. 幻影行动 ISBN 7115116121
18. 夏末的焰火 ISBN 7115116199
19. 纳瑞莎的颤音 ISBN 7115116466
20. 告别晚会 ISBN 7115116652
21. 复仇坎德拉卡 ISBN 7115120293
22. 破碎之心 ISBN 7115120404
23. 幻影精灵出逃 ISBN 711510235X
24. 意外归来 ISBN 7115122458
25. 水魂的预言 ISBN 7115123020
26. 敲诈 ISBN 7115123764
27. 离别 ISBN 7115124663
28. 四加一组合 ISBN 7115125589
29. 阿黎的陀螺 ISBN 7115127832
30. 武士归来 ISBN 7115128030
31. 团结就是力量 ISBN 7115128057
32. 面具的背后 ISBN
33. 最后的较量 ISBN
34. 自由列车 ISBN 7115130345
35. 幻影与真实 ISBN 7115132682
36. 反叛的精灵 ISBN 7115133875
37. 质询与审判 ISBN 7115134413
38. 心的召唤 ISBN 7115135312
39. 水晶蝴蝶 ISBN 7115135762
40. 终极秘密 ISBN 7115135878
41. 真相 ISBN 7115136181
42. 希望渺茫 ISBN
43. 血色黎明 ISBN
44. 重聚时刻 ISBN
45. 双重骗局 ISBN
46. 勇气与力量 ISBN
47. 时间的沙砾 ISBN
48. 崭新的地平线 ISBN
49. 梦想与现实之间 ISBN
50. 魔力永存 ISBN
51. 失去控制 ISBN
52. 无形的敌人 ISBN 7115151660
53. 全新的歌 ISBN
54. 再次拥抱 ISBN 7115154171
55. 未知的明天 ISBN
56. 谜（本集至以下均为口袋书形式出版）
57. 魔幻之岛
58. 幻影重重
59. 心灵之火
60. 大地与风
61. 文字秘境
62. 命运之章
63. 后会有期
64. 神秘呐喊
65. 微笑与希望
66. 重聚的约定
67. 友情永驻
68. 暗影危机
69. 全新冒险
70. 梦想成真
71. 黑暗的脉动
72. 心之光芒
73. 消失的魔力（中文版连载终止，以下是意大利原版的後期集數）
74. Whisked Away
75. As You Were, You Are Now
76. Earth
77. Of all the Stars
78. Fire
79. Water
80. Emotions
81. Air
82. Energy
83. Return to Kandrakar
84. Unique Movements
85. I am You
86. In the Heart
87. A Cold Magic
88. Which One of You?
89. The Key To Summer
90. A Beating Heart
91. So Much More
92. No Longer Alone
93. From a Place Far Away
94. The Settlement
95. Endless Tears
96. Here Inside The Heart
97. The Magic Of The World
98. Wonderful, After All
99. A Dive Into The Air
100. 100% Witch
101. A Rising Star
102. The First Day
103. The One You're Not
104. Another World
105. A Dream Letter
106. Zodiac
107. It Was Fated
108. A Father's Heart
109. Green Truth
110. Magical Moms
111. Teamwork
112. Early Days
113. The Long Kiss
114. Back To School
115. A Special Journey
116. The Right Distance
117. The Most Beautiful Occasion
118. All In A Day
119. Music In The Air
120. Lady Giga
121. Ten Years Later
122. Mathematically Possible
123. Lady Crash
124. A Friendly Creature
125. The Other Half
126. Lady Kimikal
127. Embrace Me
128. Just One Word
129. Far From The Heart
130. A New Friend
131. The Magic Of Emotions
132. Always Together
133. Little Magic
134. Tomorrow
135. Similar At Heart
136. Over The Net
137. Tell Me
138. A Different World
139. Witch!（最終回）

### 故事集
- 《魔力W.i.t.c.h. 故事集》—风靡欧洲的青春魔法新作 （2002年11月1日出版、全5册·童趣出版有限公司出版）

| 坎德拉卡之心 ISBN 9787115105776 1. 丹尼 2. 街舞 3. 古怪的猫 4. 魔鬼火车 5. 魔法世界 6. 尼姆巴斯 7. 萨拉曼德的风暴 8. 坎德拉卡之心 |  | 布里斯顿的音乐 ISBN 9787115106506 1. 贝斯奖 2. 明星快递 3. 布里斯顿热 4. 吟游村的来客 5. 狮身人面兽 6. 谜语 7. 变形的吉他 8. 翡翠姐妹的新歌 |

| 心碎岛之火 ISBN 9787115106537 1. 无心之语 2. 《魔法秘史》 3. 寻找风 4. 心碎岛 5. 深入虎穴 6. 雷布 7. 水晶大厅 8. 阴火 9. 密室 10. 真火 |  | 生命的魔力 ISBN 9787115106520 1. 时装秀 2. 春天 3. 神奇的梦想 4. 派奇 5. 饥饿之城 6. 怪物卡罗克 7. 智斗 8. 午夜舞会 |

| 昆虫女王 ISBN 9787115106513 1. 老叔叔 2. 风铃 3. 月亮镜 4. 慢柳河山谷 5. 鸟笼宫殿 6. 昆虫群 7. 残忍的女王 8. 第六个精灵 |

### 小说
- 《魔力W.i.t.c.h.小说·破碎的魔球》—风靡全球的魔幻故事 （莉倪﹒卡贝博﹒著 全4册·童趣出版有限公司出版）

| Ⅰ、猎鹰古堡 ISBN 7115123918 1. 幽灵与噩梦 2. 恐怖的影片 3. 兰花阁 4. 蚂蚁 5. 沙漏 6. 堡主 7. 蓝翅膀 8. 可怕的幻影 9. 石头猎鹰 10. 现实世界更可怕 |  | Ⅱ、神雕部落 ISBN 7115123918 1. 无形之手 2. 野蛮人蒙哥 3. 可怕的秘密 4. 花生脆心 5. 时间陷阱 6. 长毛象上的骑士 7. 雕爪将军和玫瑰脚 8. 骑士大殿 9. 开工建堡 10. 艰险重重 11. 测试石 12. 已经足够了 |

| Ⅲ、幽灵的陷阱 ISBN 7115123918 1. 乌鸦归来 2. 糟糕的命运 3. 沉重的打击 4. 未来的助理图书管理员 5. 并非希瑟菲尔德 6. 乌鸦之灾 7. 金麒麟 8. 杰德家的老屋 9. 无家可归 10. 猫头鹰的影子 11. 罪恶的交易 12. 愚蠢与明智 |  | Ⅳ、凤凰涅槃 ISBN 7115123918 1. 宠然大物—恐龙 2. 到诺维尔拜访 3. 攻击的蛇 4. 消失于行动中 5. 公园里的一天 6. 谨防老虎 7. 传说中的动物 8. 蜘蛛网 9. 警告的呼喊 10. 风凰火焰 11. 冰冷的灰烬 12. 结束 |

### 完全手册
- 《魔力W.i.t.c.h.100少女完全手册》 （全8册·童趣出版有限公司出版）

1. 拥抱友情
2. 珍藏秘密
3. 互动团体
4. 制胜校园
5. 走进男生
6. 猜透父母
7. 赢得尊敬
8. 规划假期

### 口袋书
《魔力W.i.t.c.h.》口袋书是以美国迪士尼公司为著作的名义，将漫画杂志单行本合编为口袋书合订本样式的再版版本，每月1日出版，每本收录3册单行本杂志的内容。现于2009年6月1日出版了第25期时，官方宣布《魔力W.i.t.c.h.》的出版就此落幕。